# Relais 4 × 100 mètres féminin aux Jeux olympiques d'été de 1976 (athlétisme)
Navigation
Munich 1972 Moscou 1980
L'épreuve du relais 4 × 100 mètres féminin aux Jeux olympiques de 1976 s'est déroulée les 30 au 31 juillet 1976 au Stade olympique de Montréal, au Canada. Elle est remportée par l'équipe d'Allemagne de l'Est (Marlies Oelsner, Renate Stecher, Carla Bodendorf et Bärbel Eckert) qui établit un nouveau record olympique en 42 s 55.

## Résultats

### Finale
| Rang               | Athlète              | Pays                                                                       | Temps   | Notes |
| ------------------ | -------------------- | -------------------------------------------------------------------------- | ------- | ----- |
| Médaille d'or      | Allemagne de l'Est   | Marlies Oelsner Renate Stecher Carla Bodendorf Bärbel Eckert               | 42 s 55 | OR    |
| Médaille d'argent  | Allemagne de l'Ouest | Elvira Possekel Inge Helten Annegret Richter Annegret Kroniger             | 42 s 59 |       |
| Médaille de bronze | Union soviétique     | Tatyana Prorochenko Ludmila Maslakova Nadezhda Besfamilnaya Vera Anisimova | 43 s 09 |       |
| 4                  | Canada               | Margaret Howe Patty Loverock Joanne McTaggart Marjorie Bailey              | 43 s 17 |       |
| 5                  | Australie            | Barbara Wilson Debbie Wells Denise Robertson Raelene Boyle                 | 43 s 18 |       |
| 6                  | Jamaïque             | Leleith Hodges Rosie Allwood Carol Cummings Jacqueline Pusey               | 43 s 24 |       |
| 7                  | États-Unis           | Martha Watson Evelyn Ashford Debra Armstrong Chandra Cheeseborough         | 43 s 35 |       |
| 8                  | Royaume-Uni          | Wendy Clarke Denise Ramsden Sharon Colyear Andrea Lynch                    | 43 s 79 |       |

## Légende
Records et Performances
- AR : Record continental (area record)
- CR : Record des championnats (championship record)
- MR : Record du meeting (meet record)
- NR : Record national (national record)
- OR : Record olympique (olympic record)
- PR : Record paralympique (paralympic record)
- PB : Record personnel (personal best)
- SB : Meilleure performance personnelle de la saison (season's best)
- WL : Meilleure performance mondiale de l'année (world leader)
- WJR : Record du monde junior (world junior record)
- WR : Record du monde (world record)

Circonstances et Conditions
- DNF : N'a pas terminé (did not finish)
- DNS : N'a pas pris le départ (did not start)
- DQ : Disqualification (disqualification)
- NM : Aucun essai valable enregistré (No Mark)
- Q : Qualifié « directement » au prochain tour (ou à la prochaine compétition), lors d'une compétition majeure, grâce au classement ou à la réalisation des minima (automatic qualifier)
- q : Qualifié au prochain tour (ou à la prochaine compétition), lors d'une compétition majeure, grâce au repêchage ou à la réalisation de l'une des meilleures performances parmi celles des « non qualifiés directement » (grâce au meilleur temps ou à la meilleure distance par exemple) (secondary qualifier)